# ایکولیه
ایکولیه (به فرانسوی: Écueillé) یک کمون در فرانسه است که در اندر واقع شده‌است. ایکولیه ۳۴٫۹ کیلومتر مربع مساحت و ۱٬۳۱۵ نفر جمعیت دارد و ۱۴۵ متر بالاتر از سطح دریا واقع شده‌است.